# Willem Kalf
Willem Kalf (Roterdão, 1619 - Amesterdão, 31 de julho de 1693) foi um pintor holandês.
Nos finais da década de 1630, Willem Kalf viajou até Paris. Em 1651 regressou aos Países Baixos e em 1653 instalou-se em Amsterdão. 

## Galeria

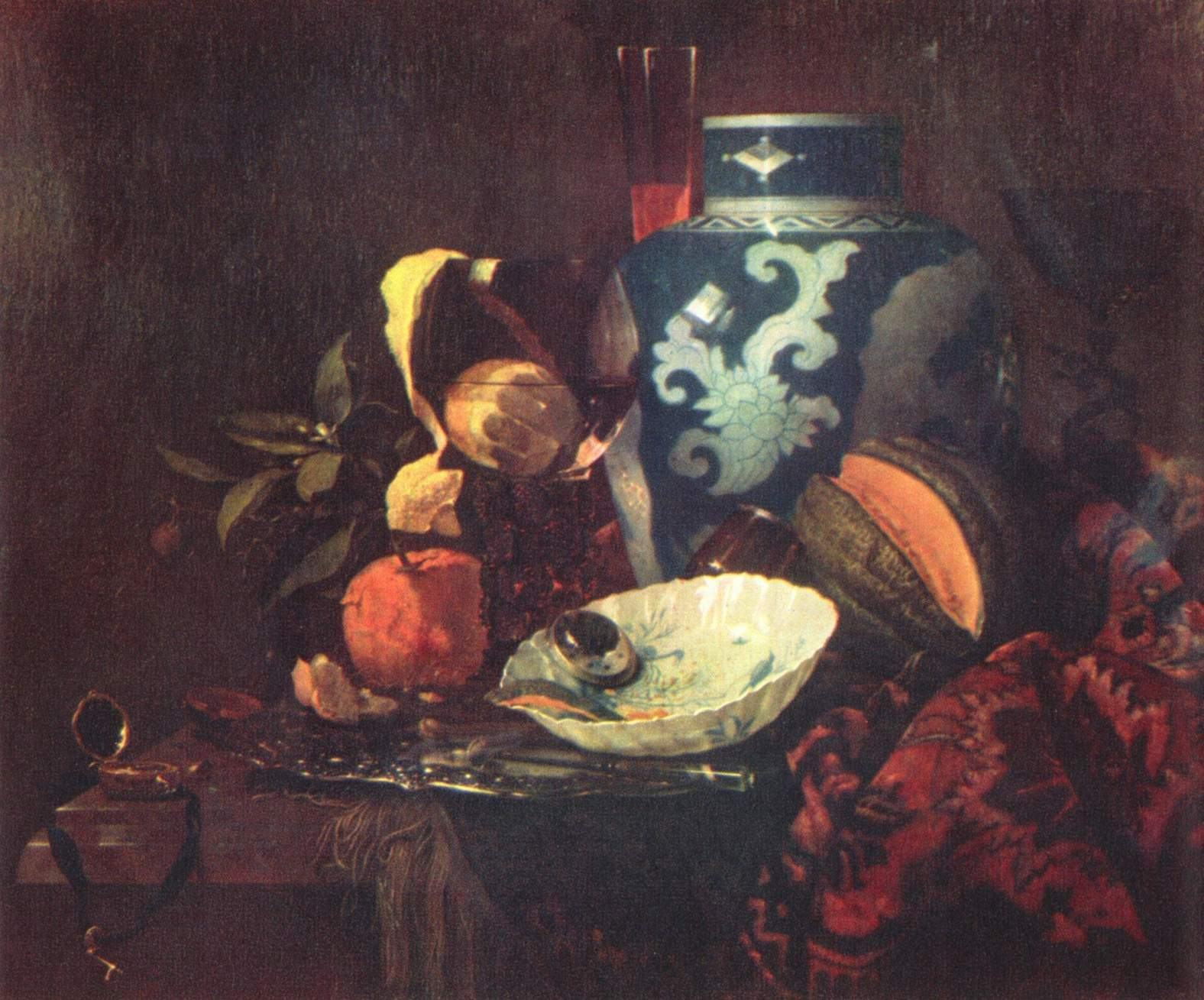
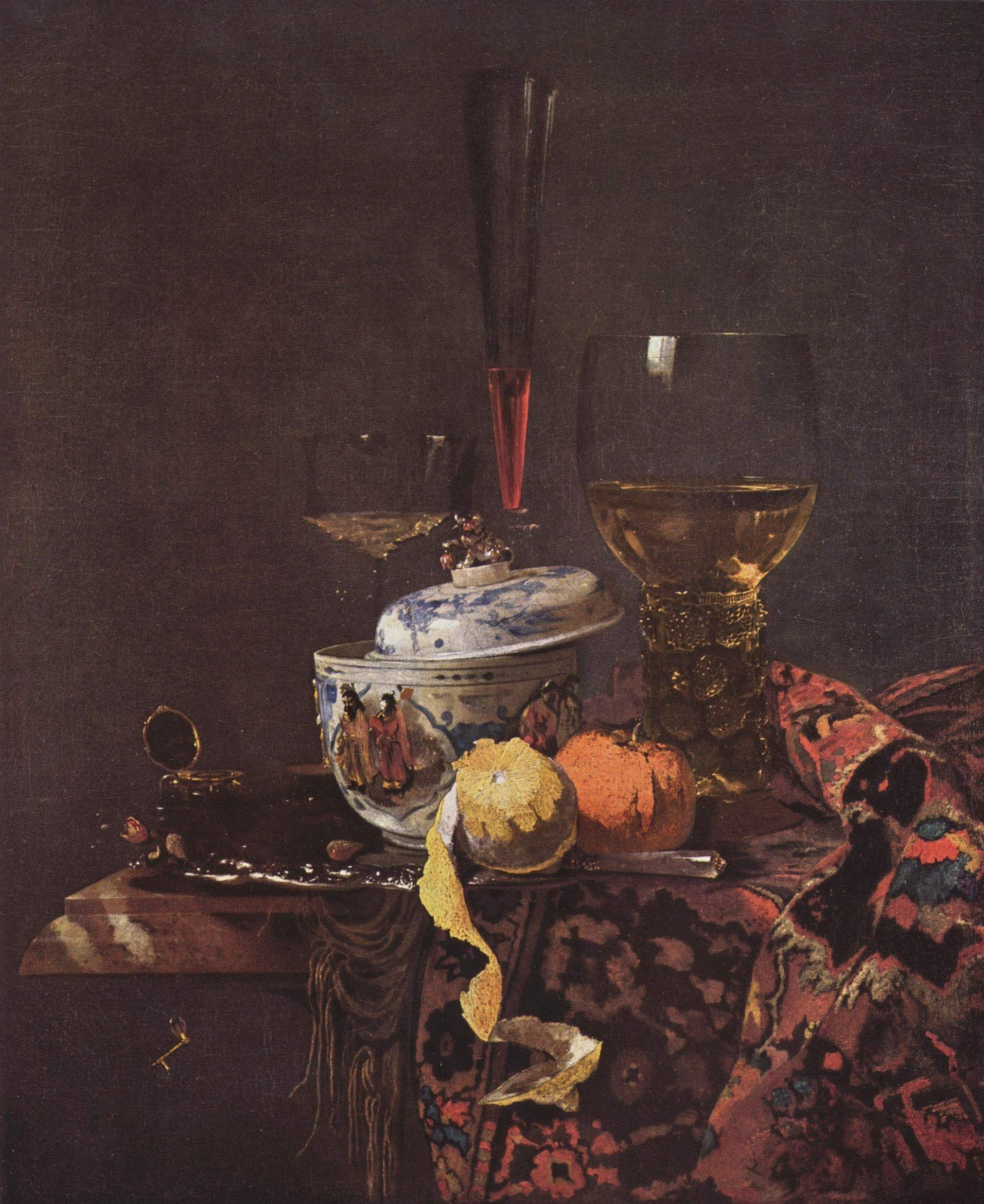
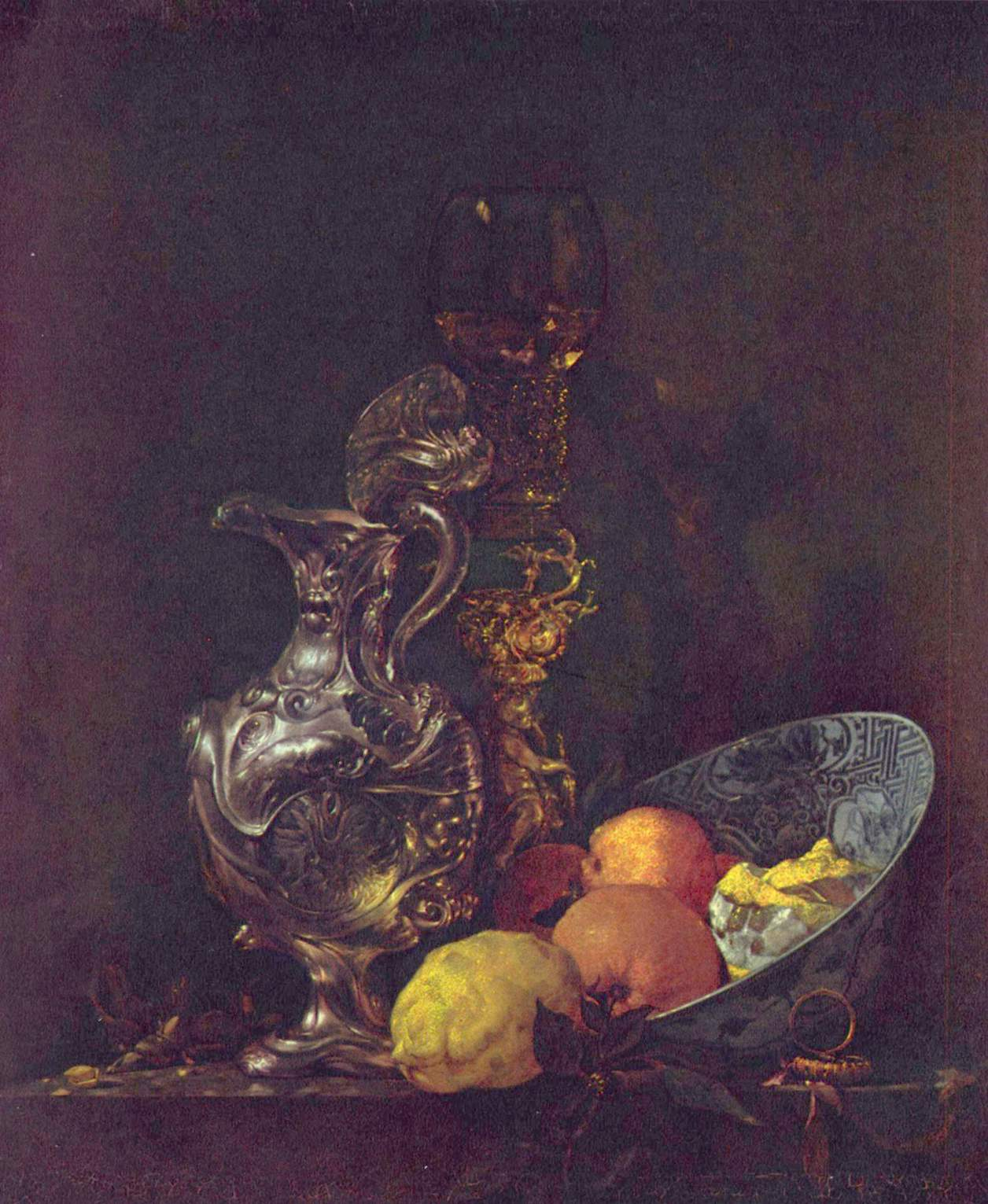